# Norma
Norma (někdy také standard) je požadavek na chování nebo vlastnosti člověka, situace apod., který se buďto předepisuje a vyžaduje, nebo popisuje, co je normální (přijatelné nebo obvyklé). Normy jsou psané i nepsané a liší se různou mírou závaznosti a různým rozsahem platnosti.
V původním latinském významu slovo znamenalo „úhelník, pravítko, měřidlo, pravidlo“, později také kolmici.

## Druhy norem
Normy lze obecně rozdělit na :
- absolutní (normativní, descendentní), které předepisují a vyžadují a jsou ustaveny nějakou autoritou (kupř. Bůh, stát, zákonodárce, starosta, ředitel apod.)
- relativní (popisné, ascendentní), které popisují normalitu jako to, co je běžné a obvyklé (kupř. je normální mluvit v Česku česky).[2]

### Jazyková norma
Jazyková norma popisuje uznávanou a spisovnou podobu určitého jazyka, zejména jeho gramatiku, slovník, případně výslovnost. Autoritou je státní nebo akademická instituce, případně autoritativní jazykový slovník, norma je závazná pro školní vyučování, dodržuje se však zpravidla i jinde na veřejnosti, zejména ve vydavatelské praxi. Pro češtinu je to Ústav pro jazyk český Akademie věd ČR. Nejznámější jazykovou normou je pravopisná norma, určující správný způsob zápisu jazyka.

### Mravní norma
Mravní nebo etická norma znamená vyslovený nebo častěji nevyslovený požadavek na lidské jednání, zejména ve vztahu k druhým, k majetku nebo k přírodě. Znamená obvykle jisté omezení, pro občanské soužití často významné, většinou však člověka zavazuje pouze ve svědomí a její dodržování pak nelze vymáhat právní cestou. Příkladem může být zásada (norma), že dané slovo se má dodržet (pacta sunt servanda).

### Právní norma
Právní norma je obecné označení pro právně závazný a vymahatelný požadavek, „pravidlo stanovící, že něco má být“. Vybrané právní normy jsou uvedeny (obsaženy) v příslušném normativním aktu (např. ústavní zákon, zákon, nařízení vlády, vyhláška ústředního orgánu státní správy, vyhláška kraje ad.). Za právní normy bývají někdy vydávány i vnitřní normy vybraných organizací a institucí. Ty však nejsou, na rozdíl od právních norem obecně závazné a mocensky vynutitelné. Tyto znaky (spolu s předepsanou formou) jsou základními určujícími znaky právních norem. Vnitřní normy organizací jsou závazné toliko v hierarchickém vztahu nadřízenosti a podřízenosti – a za předpokladu jejich souladu s obecně závaznými právními normami.

### Sociální norma
Sociální norma je spíše nevýslovný prostředek společenské regulace jednání, který se dětem vštěpuje v průběhu socializace. Vzniká z potřeby stabilizace a předvídatelnosti jednání, kterou tradičně zajišťovaly náboženské systémy. Dodržování nelze většinou vymáhat právní cestou, účinnost však zajišťují neformální sankce okolí, například posměch, ztráta prestiže, nedůvěra, marginalizace nebo vyloučení.

### Technická norma
Technická norma je závazný předpis, který stanoví důležité vlastnosti různých materiálů, výrobků, součástek nebo postupů a může definovat také používané pojmy. Autoritou je buď státní úřad (v ČR Úřad pro technickou normalizaci, metrologii a státní zkušebnictví, do roku 2008 Český institut pro normalizaci) nebo oborové sdružení výrobců. Od 20. století se státní normy podřizují mezinárodním, vydávaným evropskými nebo světovými organizacemi. Technické normy nejsou obvykle závazné, prosazují se ale pro své výhody. Sjednocení součástek dovoluje jejich záměnnost a hromadnou výrobu, normy pro signální cesty, kódování a konektory umožňují propojení a kompatibilitu různých zařízení, železniční normy mezinárodní dopravu a podobně. Stanovením závazných parametrů výrobků zajišťují také ochranu spotřebitele.

### Emisní norma
Stanoví přípustný obsah škodlivých látek ve výfukových plynech automobilových motorů. V evropských zemích platí společné normy Euro v několika stupních přísnosti, od nichž se odvozuje i ekologická daň.

### Výkonová norma
Pracovní nebo výkonová norma stanovuje druh a množství práce, kterou má dělník vykonat za určitou dobu, aby měl plný nárok na sjednanou mzdu. Výkonové normy se široce uplatňovaly v plánovaném hospodářství, dnes se vyskytují jen výjimečně.